# Vang Pao
Vang Pao (Nonghet, 8 december 1929 - Clovis (Californië), 6 januari 2011) was een Laotiaans militair.
Vang Pao was een etnische Hmong en begon een militaire carrière in het Franse leger, de toenmalige kolonisator van Laos. Als luitenant-generaal leidde hij tijdens de Vietnamoorlog de Meo-strijdkrachten. Dit was een onafhankelijk van de Laotiaans regering opererende militie die streed tegen de communistische Pathet Lao en Noord-Vietnamese infiltranten. Deze strijdkrachten werden financieel ondersteund door het Amerikaanse Behoeftenbureau in Vientiane. Na de communistische machtsovername in Laos in 1975 verhuisde Vang Pao naar de Verenigde Staten.